# Poni (provins)
Poni är en provins i Burkina Faso.   Den ligger i regionen Sud-Ouest, i den sydvästra delen av landet, 300 km sydväst om huvudstaden Ouagadougou. Antalet invånare är 221 200. Huvudort är Gaoua.